# 26 d'Aquari
26 d'Aquari (26 Aquarii) és una estrella de la Constel·lació d'Aquari de magnitud aparent 5,66. Segons la base de dades Alcyone aquesta estrella és del tipus K2III, i és de la magnitud aparent 5,67. L'estrella és una estrella gegant taronja; posseeix una magnitud absoluta de -2,77 i la seva velocitat radial negativa indica que l'estrella s'apropa al sistema solar.

## Observació
Es tracta d'una estrella situada a l'hemisferi celeste boreal, molt a prop de l'equador celeste; el que comporta que pugui ser observada des de totes les regions habitades de la Terra, exceptuant el cercle polar àrtic. A l'hemisferi nord sembla circumpolar només en les àrees més internes de l'Antàrtida, sent de magnitud 5,7, cosa que posa al límit la seva visibilitat a ull nu tot i que és observable en cels molt foscos. El millor període per a la seva observació és entre els mesos d'agost i desembre. El període de visibilitat és pràcticament el mateix en els dos hemisferis degut a la seva posició propera a l'equador celeste.